# Dioctria conspicua
Dioctria conspicua là một loài ruồi trong họ Asilidae. Dioctria conspicua được Becker miêu tả năm 1923. Loài này phân bố ở vùng Cổ Bắc giới.